# Anchigyps
Anchigyps is een geslacht van uitgestorven gieren behorend tot de Gypaetinae dat leefde in het Mioceen in Noord-Amerika. De typesoort is Anchigyps voorhiesi. 

## Fossiele vondst
Anchigyps is bekend uit de Ash Hollowformatie in de Amerikaanse staat Nebraska uit het het Laat-Mioceen (NALMA Laat-Clarendonian, circa 12 Ma). Het fossiel materiaal bestaat uit een gedeeltelijk skelet met een linker onderkaak, een rechter ellepijp, een rechter tarsometatarsus, een linker tibiotarsus en een linker tarsometatarsus.

## Kenmerken
De bouw van Anchigyps komt overeen met die van de palmgier en het is te beschouwen als een tussenvorm tussen een gemiddelde havikachtige en een gier. Anchigyps vertegenwoordigt zo een basale ontwikkelingslijn richting een gierachtige roofvogel. De vleugelbotten wijzen op een minder goede aanpassing voor zweefvluchten dan bij de huidige gieren. Anchigyps had grijpende voeten en de bouw van de onderkaak komt overeen met die van hedendaagse aasetende vogels. 

## Leefgebied
Anchigyps bewoonde een Afrikaans aandoend leefgebied met warme open savannes en natte graslanden die ook werden bewoond door neushoorns (Teleoceras), kleine kroonkraanvogels (Balearica exigua) en valse secretarisvogels (de langpotige havikachtige Apatosagittarius).